# Balabolka
Balabolka és un programa propietari i gratuït per parlar textos mitjançant sintetitzadors de text a veu. El programa va ser desenvolupat pel programador rus Ilya Morozov. Entorn operatiu: sistemes operatius de la família Microsoft Windows.

## Història
A principis de la dècada de 2000, Ilya Morozov va participar en el desenvolupament de programes informàtics educatius per a escolars alemanys amb dislèxia. A petició de Regine Müller, professora d'alemany de Frankfurt del Main , s'ha afegit una funció de text a veu als programes de formació. "Balabolka" va néixer el 2006 com a utilitat de prova per provar el treball dels motors de veu alemanys instal·lats a l'ordinador d'un usuari. Regina Müller va ser la primera prova beta del programa i va traduir la seva interfície a l'alemany.

## Assoliments
El 2010, Balabolka va ser nominada al premi Soft of the Year dins del projecte Soft @ Mail. Ru i va obtenir el tercer lloc de la categoria "Llar i família".
El 2010 i el 2011, la revista "Our Life", publicada per la Societat russa de cecs, va publicar articles sobre l'ús del programa Balabolka juntament amb altres programes i escrivint reproductors flash per a la rehabilitació d'usuaris amb discapacitat visual. El 2018, els empleats de la Biblioteca Regional per a Cecs de Lipetsk van parlar d'una experiència similar a l'ús de Balabolka per crear llibres “parlants”.
El 3 de desembre de 2019, TechRadar va incloure Balabolka entre els 5 millors programes de síntesi de veu del 2019.
Al seu lloc web, la Universitat Heriot-Watt recomana als estudiants amb discapacitat visual que facin servir el programa Balabolka en el procés educatiu juntament amb els motors de parla escocesos. Recomanacions similars estan disponibles als llocs web de la Universitat, la Universitat del Sud de Califòrnia, la Universitat Politècnica de Virgínia i altres institucions educatives del món.

## Característiques
El programa permet llegir fitxers de text en veu alta mitjançant la síntesi de veu. Per fer-ho, el programa utilitza motors de veu que utilitzen les funcions de l'API de Microsoft Speech i la Plataforma de parla de Microsoft.
Balabolka extreu text de fitxers en fitxers AZW, CHM, DjVu, DOC, DOCX, EML, EPUB, FB2 i FB3, HTML, LIT, MD, MOBI, ODP, ODS, ODT, PDB, PDF, PPT, PPTX, PRC, RTF, TCR, WPD, XLS, XLSX. Hi ha una revisió ortogràfica disponible. Es poden aplicar regles predefinides al text per corregir la pronunciació de paraules o frases individuals. El text es pot llegir en veu alta o desar-lo com a fitxer de so.
Amb "Balabolka", es pot convertir subtítols a fitxers d'àudio, així com crear un fitxer de subtítols nou en convertir text a fitxer d'àudio. Aquest fitxer de subtítols us permetrà veure el text de manera sincronitzada amb el discurs quan es reprodueix un fitxer d¡àudio (similar a la visualització del text d'una cançó en karaoke).
El programa Balabolka està disponible per descarregar-lo com a kit de distribució amb un instal·lador i com a Executable Portable. També hi ha utilitats de consola BLB2TXT (per extreure text de fitxers de diversos formats) i BALCON (per llegir un fitxer de text en veu alta): aquests programes es controlen mitjançant la interfície de línia d'ordres.